# Valeria Valeri
Pour les articles homonymes, voir Valeri.
Valeria Valeri, nom de scène de  Valeria Tulli, née à Rome le 8 décembre 1921 et morte dans la même ville le 10 juin 2019, est une actrice italienne de théâtre, de cinéma et de télévision,.

## Biographie
À 22 ans, alors qu'elle suit les cours de comédie d'Elsa Merlini, Valeria Valeri participe à un concours de speakerine radiophonique de la Rai, se classant à la 2e place. Une fois diplômée, elle renonce à entrer à la radio et entreprend une carrière au théâtre, lors de la saison 1948-1949, dans la compagnie de Laura Carli, débutant à Forlì, dans le spectacle Caldo e freddo de Fernand Crommelynck.
Elle reste au théâtre toute sa vie.

### Famille
De sa liaison avec Enrico Maria Salerno, Valeria Valeri a une fille, l'actrice Chiara Salerno (it).

## Filmographie partielle

### Cinéma
- 1955 : Adriana Lecouvreur de Guido Salvini
- 1963 : Siamo tutti pomicioni (it), épisode Pomicioni di provincia, de Marino Girolami
- 1965 : Lo scippo de Nando Cicero
- 1966 : Les Saisons de notre amour (Le stagioni del nostro amore) de Florestano Vancini.
- 1980 : Io e Caterina d'Alberto Sordi
- 1981 : Il carabiniere de Silvio Amadio
- 2007 : Non c'è più niente da fare (it) d'Emanuele Barresi (it)
- 2010 : A Natale mi sposo (it) de Paolo Costella

### Télévision
- 1954 : Il cadetto Winslow (téléfilm) : Catherine Winslow
- 1956 : La maestrina (téléfilm) : Maria Bini
- 1959 : Il borghese gentiluomo (téléfilm) : Nicoletta
- 1959 : Processo di famiglia (téléfilm) : Bice Civirani
- 1959 : Tre sorelle (téléfilm) : Irina
- 1963 : Giuseppe Verdi (téléfilm) :
- 1964-1965 : Il giornalino di Gian Burrasca (série TV) : La Mamma
- 1965 : Antonio e Cleopatra (téléfilm) : Cléopâtre
- 1968 : Gli ultimi cinque minuti (téléfilm) : Renata Adorni
- 1968-1970 : La famiglia Benvenuti (série TV) : Maria Benvenuti
- 1979 : Anche i bancari hanno un'anima (téléfilm) : Angela
- 1989 : Disperatamente Giulia (série TV)
- 1998 : Un medico in famiglia (série TV)
- 2001 : Compagni di scuola (série TV) : Signora Salina
- 2004 : La Tassita (série TV) : Maria
- 2005 : Una famiglia in giallo (série TV) : Caterina
- 2009-2011 : Il commissario Manara (série TV) : Caterina Bentivoglio